# رون شاللنبيرغ
رون شاللنبيرغ (بالألمانية: Ron Schallenberg)‏ هو لاعب كرة قدم ألماني، ولد في 6 أكتوبر 1998 في بادربورن في ألمانيا.

## وصلات خارجية
- رون شاللنبيرغ على موقع قاعدة بيانات كرة القدم.إي يو (الإنجليزية)
- رون شاللنبيرغ على موقع بيانات كرة القدم. دي إي (الألمانية)
- رون شاللنبيرغ على موقع Soccerbase.com (لاعب) (الإنجليزية)
- رون شاللنبيرغ على موقع Soccerway.com (الإنجليزية)
- رون شاللنبيرغ على موقع عالم كرة القدم.نت (الإنجليزية)